# Aphanocephalus hemisphericus
Aphanocephalus hemisphericus is een keversoort uit de familie Discolomatidae. De wetenschappelijke naam van de soort is voor het eerst geldig gepubliceerd in 1873 door Wollaston.